# Tony Ridler
Anthony "Tony" Ridler (Newport, 21 januari 1954 - Newport, 16 januari 2014), was een darter uit Wales, die speelde voor de BDO.

## Carrière
Ridler werd derde om de Winmau World Masters in 1977. Hij versloeg in de wedstrijd om de 3e/4e plaats Terry James. Bij het World Professional Darts Championship 1983 haalde Ridler de laatste 16. In de voorronde won Ridler van Brent Bartholomew uit Nieuw-Zeeland met 2-0. In de eerste ronde won hij van Finn Jensen uit Denemarken met 2-1. In de tweede ronde verloor hij van Dave Whitcombe uit Engeland met 2-3.
Ridler stierf aan nierkanker op 16 januari 2014.

## Resultaten op Wereldkampioenschappen

### BDO
- 1983: Laatste 16 (verloren van Dave Whitcombe met 2-3)